# KEI山宮
KEI山宮（ケイやまみや、1972年7月12日 - ）は、日本の男性総合格闘家。神奈川県茅ヶ崎市出身。初代ライトヘビー級キング・オブ・パンクラシスト。神奈川県立茅ケ崎高等学校、国士舘大学卒業。

## 来歴
国士舘大学時代はレスリング部に所属。関東選手権82kg級2位の実績を残した。
大学卒業後、スポーツインストラクターとして地元で社会人生活を送っていたが、1995年にパンクラス入門。1997年のネオブラッド・トーナメントでは優勝を果たした。
1999年11月14日、UFC Japanでユージーン・ジャクソンと対戦し、左フックでKO負け。この試合よりリングネームを本名からKEI山宮に変更した。
2000年6月26日、PANCRASE 2000 TRANS TOURでライトヘビー級（-90kg）ランキングトーナメントに参戦。1回戦、2回戦を勝ち上がり、準決勝に駒を進める。そして2000年9月24日の決勝大会の準決勝でオマー・ブイシェにチョークスリーパーで一本勝ち。さらに決勝で美濃輪育久に判定勝ちし優勝。初代パンクラスライトヘビー級王座に認定された。
2001年1月8日、DEEP2001旗揚げ大会でパウロ・フィリョと対戦し、KO負け。この試合で右目篩骨を骨折し全治3か月となったため、保持していたパンクラスライトヘビー級王座を返上した。
2001年10月30日、ismとGRABAKAとの対抗戦で郷野聡寛と対戦し、判定負け。この試合がきっかけとなり、山宮は更なる強さを求めてismを脱退、2003年12月1日付けでGRABAKAに移籍した
2006年7月23日からは、キックボクシング団体である全日本キックボクシング連盟に参戦。
2007年2月25日、K-1の日本人戦士育成プロジェクト「K-1 JAPAN TRYOUT」に参加し、合格した。
2007年5月4日から5月6日にかけて、ゴールドジム幕張千葉アネックスで「K-1 TRYOUT 日本選考合宿」を行い、アーネスト・ホーストがコーチを務める「チーム・ホースト」所属となった。
2007年8月16日、K-1 TRYOUT 2007 SURVIVALで洪太星と対戦、判定負け。
2007年12月22日、パンクラスで川村亮と対戦し、判定勝ち。この試合からリングネームを再びKEI山宮に変更した。
2008年4月27日、パンクラスで近藤有己と対戦し、判定勝ち。6月1日に金原弘光と対戦し、判定勝ち。
2008年10月1日、ライトヘビー級キング・オブ・パンクラス決定戦で川村亮と対戦し、判定負けを喫し王座獲得に失敗した。
2009年5月2日、戦極初出場となった戦極 〜第八陣〜でシャンジ・ヒベイロと対戦し、右フックでKO負け。
2010年6月5日、ウェルター級キング・オブ・パンクラス決定戦で宇良健吾と対戦。判定は3者とも30-30となるも、マストシステムで1-2の判定負けを喫し王座獲得に失敗した。
2011年10月15日、総合格闘技チーム「GRABAKA」の11周年記念興行で山本宜久とミドル級契約で対戦し、判定勝ち。
2012年9月1日、ウェルター級キング・オブ・パンクラス タイトルマッチで王者の佐藤豪則に挑戦し、0-3の判定負けを喫し王座獲得に失敗した。
2015年10月10日、伊藤崇文とタッグを組み、全日本プロレスに参戦。プロレスルールで団体期待の若手レスラー野村直矢、青柳優馬と対戦し勝利した。
2015年11月7日ハードヒット横浜大会にて、川村亮相手にプロ格闘技100戦目記念試合を行った。結果はレフリーストップ負け。

## 人物・エピソード
- 猫（道夫）を飼っていて、本人のブログにたびたび登場する。
- サザンオールスターズのファンであり、サザンの曲を入場曲に使用することが多い。
- 公開練習で三沢光晴、入場時にTAJIRI、会見でタイガーマスクなど、コスプレを行なうことが多く、2011年2月6日のパンクラス興行では「コスプレ展」が開催された[9]。また、同門の郷野の入場時にもよく一緒にコスプレで入場している。

## 戦績
| 総合格闘技 戦績 | 総合格闘技 戦績 | 総合格闘技 戦績 | 総合格闘技 戦績 | 総合格闘技 戦績 | 総合格闘技 戦績 | 総合格闘技 戦績 |
| --------------- | --------------- | --------------- | --------------- | --------------- | --------------- | --------------- |
| 90 試合         | (T)KO           | 一本            | 判定            | その他          | 引き分け        | 無効試合        |
| 45 勝           | 11              | 3               | 31              | 0               | 10              | 0               |
| 35 敗           | 9               | 8               | 18              | 0               | 10              | 0               |

| 勝敗 | 対戦相手               | 試合結果                         | 大会名                                                                              | 開催年月日     |
| ×    | 一慶                   | 3分3R終了 判定0-3                | PANCRASE 264                                                                        | 2015年2月1日   |
| ×    | 高木健太               | 2R 0:37 KO（右フック）           | PANCRASE 261                                                                        | 2014年10月5日  |
| ×    | 中村K太郎              | 1R 4:13 TKO（マウントパンチ）    | DEEP 67 IMPACT                                                                      | 2014年6月22日  |
| ×    | 岡野裕城               | 1R 4:53 チョークスリーパー       | DEEP 65 IMPACT                                                                      | 2014年3月22日  |
| ×    | 石川英司               | 5分2R終了 判定0-3                | GRABAKA LIVE! 3                                                                     | 2013年10月27日 |
| ×    | 久松勇二               | 5分2R終了 判定0-2                | PANCRASE 250                                                                        | 2013年7月28日  |
| ○    | 松井大二郎             | 15分終了 ポイント4-1             | U-SPIRITS again                                                                     | 2013年3月9日   |
| ×    | ウィル・ノーランド     | 5分3R終了 判定0-3                | PANCRASE 245                                                                        | 2013年2月3日   |
| ○    | 一慶                   | 1R 1:26 KO（膝蹴り）             | PANCRASE 2012 PROGRESS TOUR                                                         | 2012年12月1日  |
| ○    | 山本喧一               | 5分2R終了 判定3-0                | GRABAKA LIVE! 2                                                                     | 2012年10月27日 |
| ×    | 佐藤豪則               | 5分3R終了 判定0-3                | PANCRASE 2012 PROGRESS TOUR 【ウェルター級キング・オブ・パンクラス タイトルマッチ】 | 2012年9月1日   |
| ○    | 田村ヒビキ             | 5分2R終了 判定2-0                | PANCRASE 2012 PROGRESS TOUR                                                         | 2012年1月28日  |
| ○    | 鈴木槙吾               | 1R 4:24 TKO（右フック→パウンド） | PANCRASE 2011 IMPRESSIVE TOUR                                                       | 2011年12月3日  |
| ○    | 金井一朗               | 5分2R終了 判定2-0                | PANCRASE 2011 IMPRESSIVE TOUR                                                       | 2011年8月7日   |
| △    | 窪田幸生               | 5分2R終了 判定1-0                | PANCRASE 2011 IMPRESSIVE TOUR                                                       | 2011年2月6日   |
| ×    | 鳥生将大               | 1R 4:51 KO（左ハイキック）       | PANCRASE 2010 PASSION TOUR                                                          | 2010年12月5日  |
| ○    | ガジ                   | 不戦勝                           | PANCRASE 2010 PASSION TOUR                                                          | 2010年11月3日  |
| ○    | キム・フン             | 5分2R終了 判定2-0                | PANCRASE 2010 PASSION TOUR                                                          | 2010年8月8日   |
| ×    | 宇良健吾               | 5分3R終了 判定1-2                | PANCRASE 2010 PASSION TOUR 【ウェルター級キング・オブ・パンクラス決定戦】           | 2010年6月5日   |
| ○    | 佐藤豪則               | 5分2R終了 判定2-0                | PANCRASE 2010 PASSION TOUR                                                          | 2010年4月4日   |
| ×    | 久松勇二               | 5分3R終了 判定0-2                | PANCRASE 2010 PASSION TOUR                                                          | 2010年2月7日   |
| ○    | 大堀竜二               | 1R 1:01 KO（右フック）           | PANCRASE 2009 CHANGING TOUR                                                         | 2009年6月7日   |
| ×    | シャンジ・ヒベイロ     | 3R 0:51 KO（右フック）           | 戦極 〜第八陣〜                                                                     | 2009年5月2日   |
| ×    | 川村亮                 | 5分3R終了 判定0-3                | PANCRASE 2008 SHINING TOUR 【ライトヘビー級キング・オブ・パンクラス決定戦】         | 2008年10月1日  |
| ○    | 金原弘光               | 5分3R終了 判定3-0                | PANCRASE 2008 SHINING TOUR                                                          | 2008年6月1日   |
| ○    | 近藤有己               | 5分3R終了 判定2-0                | PANCRASE 2008 SHINING TOUR                                                          | 2008年4月27日  |
| ○    | 川村亮                 | 5分3R終了 判定3-0                | PANCRASE 2007 RISING TOUR                                                           | 2007年12月22日 |
| △    | カルロス・トヨタ       | 5分2R終了 判定1-0                | MARS 06 "RAPID FIRE"                                                                | 2006年12月22日 |
| ×    | ミッコ・ルッポネン     | 5分3R終了 判定0-3                | Fight Festival 17                                                                   | 2006年3月25日  |
| ×    | キム・デウォン         | 5分3R終了 判定0-3                | DEEP 20th IMPACT                                                                    | 2005年9月3日   |
| ×    | ニルソン・デ・カストロ | 5分3R終了 判定0-3                | PANCRASE 2005 SPIRAL TOUR                                                           | 2005年3月6日   |
| ×    | グスタボ・シム         | 3R 1:20 ヒールホールド           | PANCRASE 2004 BRAVE TOUR                                                            | 2004年11月26日 |
| ○    | チェール・シェノン     | 5分3R終了 判定2-0                | PANCRASE 2004 BRAVE TOUR                                                            | 2004年7月25日  |
| ○    | 瓜田幸造               | 5分2R終了 判定3-0                | PANCRASE 2004 BRAVE TOUR                                                            | 2004年5月28日  |
| △    | ブレッド・ブレグマーク | 5分3R終了 判定1-0                | PANCRASE 2003 HYBRID TOUR                                                           | 2003年12月21日 |
| △    | キース・ジャーディン   | 5分2R終了 判定0-0                | PANCRASE 2003 HYBRID TOUR                                                           | 2003年10月4日  |
| ○    | ネイサン・マーコート   | 5分3R終了 判定3-0                | PANCRASE 2003 HYBRID TOUR                                                           | 2003年7月27日  |
| ×    | ニルソン・デ・カストロ | 1R 4:00 TKO（パウンド）          | PANCRASE 2003 HYBRID TOUR                                                           | 2003年6月7日   |
| △    | 栗原強                 | 5分2R終了 判定1-0                | PANCRASE 2003 HYBRID TOUR                                                           | 2003年4月12日  |
| ×    | 郷野聡寛               | 3R 3:49 TKO（パンチ）            | PANCRASE 2002 SPIRIT TOUR                                                           | 2002年12月21日 |
| ○    | 石川英司               | 5分3R終了 判定2-0                | PANCRASE 2002 SPIRIT TOUR                                                           | 2002年9月29日  |
| ○    | 佐藤光芳               | 3R 2:52 TKO（パウンド）          | PANCRASE 2002 SPIRIT TOUR                                                           | 2002年7月28日  |
| ○    | 金井一朗               | 1R 3:51 TKO（パンチ）            | PANCRASE 2002 SPIRIT TOUR                                                           | 2002年5月11日  |
| ○    | 小谷野澄雄             | 1R 0:31 KO（パンチ）             | PANCRASE 2002 SPIRIT TOUR                                                           | 2002年3月25日  |
| ×    | 佐々木有生             | 1R 4:29 腕ひしぎ十字固め         | PANCRASE 2002 SPIRIT TOUR                                                           | 2002年1月27日  |
| ×    | 郷野聡寛               | 5分3R終了 判定0-3                | PANCRASE 2001 PROOF TOUR                                                            | 2001年10月30日 |
| ○    | 佐藤光留               | 5分2R終了 判定20-18              | 真撃 第II章                                                                         | 2001年8月30日  |
| ○    | 河崎義範               | 1R 4:04 KO（パンチ）             | PANCRASE 2001 PROOF TOUR                                                            | 2001年7月29日  |
| ×    | パウロ・フィリオ       | 2R 0:29 KO（パンチ）             | DEEP2001                                                                            | 2001年1月8日   |
| ○    | デニス・カーン         | 延長R終了 判定2-0                | PANCRASE 2000 TRANS TOUR                                                            | 2000年12月4日  |
| ○    | 美濃輪育久             | 延長R終了 判定3-0                | PANCRASE 2000 TRANS TOUR 【ライトヘビー級ランキングトーナメント 決勝】              | 2000年9月24日  |
| ○    | オマー・ブイシェ       | 1R 6:46 チョークスリーパー       | PANCRASE 2000 TRANS TOUR 【ライトヘビー級ランキングトーナメント 準決勝】            | 2000年9月24日  |
| ○    | 窪田幸生               | 10分1R終了 判定2-0               | PANCRASE 2000 TRANS TOUR 【ライトヘビー級ランキングトーナメント 2回戦】             | 2000年6月26日  |
| ○    | 河村尚久               | 10分1R終了 判定3-0               | PANCRASE 2000 TRANS TOUR 【ライトヘビー級ランキングトーナメント 1回戦】             | 2000年6月26日  |
| ○    | クリス・ライトル       | 10分1R終了 判定3-0               | PANCRASE 2000 TRANS TOUR                                                            | 2000年1月23日  |
| ×    | ユージーン・ジャクソン | 3R 3:12 KO（左フック）           | UFC 23: Ultimate Japan 2                                                            | 1999年11月14日 |
| ○    | リオン・ダイク         | 2:05 TKO（ポイントロスト）       | PANCRASE 1999 BREAKTHROUGH TOUR                                                     | 1999年7月6日   |
| ×    | 國奥麒樹真             | 15分終了 判定                    | PANCRASE 1999 BREAKTHROUGH TOUR                                                     | 1999年5月23日  |
| ○    | 佐野友飛               | 1R 10:43 TKO（カット）           | PANCRASE 1999 BREAKTHROUGH TOUR                                                     | 1999年3月9日   |
| △    | ジェレミー・ホーン     | 15分1R終了 時間切れ              | PANCRASE 1998 ADVANCE TOUR                                                          | 1998年12月19日 |
| ○    | ジェイソン・デルーシア | 15分終了 判定                    | PANCRASE 1998 ADVANCE TOUR                                                          | 1998年10月26日 |
| ○    | 長谷川悟史             | 15分終了 判定2-0                 | PANCRASE 1998 ADVANCE TOUR                                                          | 1998年7月26日  |
| ×    | 渋谷修身               | 20分終了 判定0-3                 | PANCRASE 1998 ADVANCE TOUR                                                          | 1998年7月7日   |
| △    | 柳澤龍志               | 10分+延長3分終了 判定1-0         | PANCRASE 1998 ADVANCE TOUR                                                          | 1998年6月21日  |
| ○    | 伊藤崇文               | 延長 1:35 TKO（膝蹴り）          | PANCRASE 1998 ADVANCE TOUR                                                          | 1998年5月12日  |
| ×    | 近藤有己               | 20分終了 判定0-2                 | PANCRASE 1998 ADVANCE TOUR                                                          | 1998年4月26日  |
| ○    | 鈴木みのる             | 20分終了 判定2-0                 | PANCRASE 1998 ADVANCE TOUR                                                          | 1998年3月1日   |
| △    | 柳澤龍志               | 10分+延長3分終了 判定1-0         | PANCRASE 1998 ADVANCE TOUR                                                          | 1998年2月6日   |
| ×    | 渋谷修身               | 17:31 アンクルホールド           | PANCRASE 1998 ADVANCE TOUR                                                          | 1998年1月16日  |
| ×    | バス・ルッテン         | 4:58 チョークスリーパー          | PANCRASE 1997 ALIVE TOUR                                                            | 1997年12月20日 |
| ○    | 伊藤崇文               | 10分+延長3分終了 判定2-0         | PANCRASE 1997 ALIVE TOUR                                                            | 1997年11月16日 |
| △    | トレイ・テリグマン     | 10分+延長3分終了 判定1-1         | PANCRASE 1997 ALIVE TOUR                                                            | 1997年10月29日 |
| ○    | 鈴木みのる             | 20分終了 判定                    | PANCRASE 1997 ALIVE TOUR                                                            | 1997年9月6日   |
| ○    | 渋谷修身               | 10分+延長3分終了 判定3-0         | PANCRASE 1997 ALIVE TOUR                                                            | 1997年8月9日   |
| ○    | 長谷川悟史             | 5:50 TKO                         | PANCRASE 1997 ALIVE TOUR 【ネオブラッド・トーナメント 決勝】                        | 1997年7月20日  |
| ○    | 窪田幸生               | 10分終了 判定                    | PANCRASE 1997 ALIVE TOUR 【ネオブラッド・トーナメント 準決勝】                      | 1997年7月20日  |
| ○    | レス・ジョンストン     | 4:07 フロントチョーク            | PANCRASE 1997 ALIVE TOUR 【ネオブラッド・トーナメント 1回戦】                       | 1997年7月20日  |
| ×    | ガイ・メッツァー       | 15分終了 判定                    | PANCRASE 1997 ALIVE TOUR                                                            | 1997年6月30日  |
| △    | 國奥麒樹真             | 10分終了 判定1-0                 | PANCRASE 1997 ALIVE TOUR                                                            | 1997年5月24日  |
| ○    | TAKAみちのく           | 7:36 V1アームロック              | PANCRASE 1997 ALIVE TOUR                                                            | 1997年4月27日  |
| ×    | 柳澤龍志               | 10分終了 判定                    | PANCRASE 1997 ALIVE TOUR                                                            | 1997年3月22日  |
| ○    | 伊藤崇文               | 15分終了 判定                    | PANCRASE 1997 ALIVE TOUR                                                            | 1997年2月22日  |
| ○    | ブライアン・ガサウェイ | 10分終了 判定                    | PANCRASE 1997 ALIVE TOUR                                                            | 1997年1月17日  |
| ○    | ウェスリー・ガサウェイ | 10分終了 判定3-0                 | PANCRASE TOUR 1996 TRUTH                                                            | 1996年12月15日 |
| ×    | 高橋義生               | 7:12 フロントチョーク            | PANCRASE TOUR 1996 TRUTH                                                            | 1996年11月9日  |
| ×    | 國奥麒樹真             | 1:38 腕ひしぎ十字固め            | PANCRASE TOUR 1996 TRUTH                                                            | 1996年10月22日 |
| ×    | 稲垣克臣               | 10分終了 判定0-2                 | PANCRASE TOUR 1996 TRUTH                                                            | 1996年9月7日   |
| ×    | 渋谷修身               | 6:48 アンクルホールド            | PANCRASE TOUR 1996 TRUTH 【ネオブラッド・トーナメント 3位決定戦】                   | 1996年7月23日  |
| ×    | 近藤有己               | 6:16 TKO                         | PANCRASE TOUR 1996 TRUTH 【ネオブラッド・トーナメント 準決勝】                      | 1996年7月23日  |
| ○    | 長谷川悟史             | 10分終了 判定3-0                 | PANCRASE TOUR 1996 TRUTH 【ネオブラッド・トーナメント 1回戦】                       | 1996年7月22日  |

### キックボクシング
| 勝敗 | 対戦相手   | 試合結果               | 大会名                                                                                               | 開催年月日     |
| ×    | 洪太星     | 3分3R終了 判定0-3      | K-1 TRYOUT 2007 SURVIVAL                                                                             | 2007年8月16日  |
| ○    | 安部康博   | 3R 2:26 KO（左フック） | 全日本キックボクシング連盟「Solid Fist」                                                             | 2006年11月12日 |
| ○    | ジミー明成 | 3分3R終了 判定3-0      | 全日本キックボクシング連盟「Spear of Destiny」                                                       | 2006年7月23日  |
| ○    | 桜木裕司   | 3分3R終了 判定2-0      | 初代タイガーマスク・リアルジャパンプロレス レジェンド・チャンピオンシップ 【キックボクシングルール】 | 2006年3月10日  |
| ○    | 昇竜       | 3分3R終了 判定3-0      | マーシャルアーツ日本キックボクシング連盟 士道館新春正月興行「SURPRISING-1」                          | 2006年1月22日  |

### ミックスルール
| 勝敗 | 対戦相手       | 試合結果                      | 大会名                                                                   | 開催年月日    |
| ×    | キム・ジェヨン | 3R（2分/3分/5分）終了 判定0-3 | 新・格闘技の祭典2005 【ワールド士道館ルール ヘビー級トーナメント 1回戦】 | 2005年7月16日 |

### グラップリング
| 勝敗 | 対戦相手   | 試合結果            | 大会名                                                | 開催年月日    |
| ○    | 矢野倍達   | 5分2R終了 判定40-39 | The CONTENDERS 7 NEXT                                 | 2002年7月7日  |
| △    | 鈴木みのる | 5分1R終了 判定0-0   | PANCRASE 2001 PROOF TOUR 【キャッチレスリングルール】 | 2001年8月25日 |

## 獲得タイトル
- パンクラス 第3回ネオブラッド・トーナメント 優勝（1997年）
- 初代ライトヘビー級キング・オブ・パンクラス王座（2000年）